# Terry (Pennsylvania)
Terry  è una township degli Stati Uniti d'America, nella contea di Bradford nello Stato della Pennsylvania. Secondo il censimento del 2000 la popolazione è di 942 abitanti.

## Società

### Evoluzione demografica
La composizione etnica vede una maggioranza di quella bianca (97,24%), seguita dai nativi americani (0,53%) dati del 2000.
| township di Terry Popolazione |     |
| 2000                          | 942 |
| Stima al 2009                 | 966 |